# Empire Heywood (Schiff)
Das Frachtschiff Empire Heywood (häufig auch Empire Haywood geschrieben) war ein Empire-Schiff des Typs PF(B), das während des Zweiten Weltkriegs vom britischen Ministry of War Transport (MoWT) beschafft wurde. Betrieben wurde die Empire Heywood jedoch nicht vom MoWT, sondern in dessen Auftrag von der Reederei Hain Steamship Company aus St. Ives. Eingesetzt wurde das Schiff für Versorgungskonvois zu den britischen Kolonien in Asien. Dabei kam es am 22. und 23. August 1942 zu Angriffen japanischer Luftstreitkräfte auf alliierte Konvois vor der Küste Burmas, in denen die Empire Heywood mitfuhr. Sie wurde jedoch weder durch Bomben noch durch Torpedos getroffen.
1944 übernahm die Reederei Saint Line Ltd, London, den Betrieb des Schiffes. 1947 wurde die Empire Heywood vom MoWT an Saint Line verkauft und in Saint Gregory umbenannt.
Während das Schiff nach dem Zweiten Weltkrieg von Saint Line für das MoWT verwaltet wurde, wurde die Empire Heywood im Zusammenhang mit der britischen Seeblockade Palästinas gegen die illegale jüdische Einwanderung und dem Beschluss der britischen Regierung zur Deportation in Lager auf Zypern als Deportationsschiff eingesetzt. Am 14. August 1946 wurden erstmals 1290 inhaftierte Immigranten in Famagusta von der Empire Heywood und der Empire Rival ausgeschifft. Bereits vier Tage später, am 18. August, wurde die Empire Heywood im Hafen von Haifa Ziel eines Palyam-Anschlags, bei dem durch Ha’Chulya-Taucher an der Schiffshülle Sprengladungen angebracht wurden. Das Schiff wurde zwar beschädigt, konnte jedoch repariert werden. Weitere zwei Tage später wurde die Empire Rival Ziel eines Palyam-Anschlags.
Die letzten Jahre der Empire Heywood sind durch häufigen Besitzer- und Namenswechsel geprägt. 1962 verkaufte die Saint Line das Schiff an Stuart Navigation Company nach Hongkong. Der neue Schiffseigner benannte die Empire Heywood in Andros um. Bereits ein Jahr später wurde das Schiff an World-Wide Shipping, Escort Shipping Company, Hongkong, weiterverkauft und in Abiko umbenannt. Der letzte Verkauf, diesmal ohne Namensänderung, erfolgte an die Pine Steamship Company, Hong Kong im Jahr 1965. Am 15. März wurde das Schiff aus der Flottenliste gestrichen und ab dem 22. März 1967 bei der Lee Sing Company in Hongkong verschrottet.